# Ozicrypta wrightae
Ozicrypta wrightae is een spinnensoort uit de familie Barychelidae. De soort komt voor in Queensland.